# قتاد منخفض
القَتَاد المنخفض (باللاتينية: Astragalus depressus) نوع نباتي عشبي من جنس القتاد.

## البيئة والانتشار
موطنه المغرب العربي والبلقان وجنوب أوروبا وتركيا.

## مرادفات للاسم العلمي
- (باللاتينية: Astragalus bonannii C. Presl)
- (باللاتينية: Astragalus helminthocarpus Vill.)
- (باللاتينية: Astragalus leucophaeus Sm.)
- (باللاتينية: Tragacantha depressa (L.) Kuntze)
- (باللاتينية: Astragalus depressus var. bonanni (J. Presl & C. Presl) Heldr.)
- (باللاتينية: Astragalus depressus var. helminthocarpus (Vill.) Asch. & Graebn.)
- (باللاتينية: Astragalus depressus var. hirtus Diklic)
- (باللاتينية: Astragalus depressus var. ioleucus Griseb.)
- (باللاتينية: Astragalus depressus var. leucophaeus (Sm.) Asch. & Kanitz)
- (باللاتينية: Astragalus depressus var. medius Cuatrec.)
- (باللاتينية:                             							 								                             	Astragalus depressus var. tasheliensis Erik & Sumbul)